# Canoabo
Canoabo es una parroquia del Municipio Bejuma, en el occidente del estado Carabobo, Venezuela. Es una de las parroquias más pequeñas del Municipio Bejuma y su patrono es San José.

## Organismo Público
Ambulatorio 
de Canoabo, Centro de Canoabo, Parroquia Canoabo, Municipio Bejuma.
Compañía de Teléfonos de Venezuela, Centro de Canoabo, Parroquia de Canoabo, Municipio Bejuma. 
Junta Parroquial de Canoabo.
Policía Estatal de Carabobo, Centro de Canoabo, Municipio Bejuma. 
Policía Municipal de Bejuma, Centro de Canoabo, Parroquia Canoabo, Municipio Bejuma.
Protección Civil en el Centro de Canoabo, Parroquia Canoabo, Municipio Bejuma.
Registro civil, Centro de Canoabo de la Parroquia Canoabo Municipio Bejuma.

## Historia
Fue fundado del 19 de marzo de 1711, cuando el sacerdote Andrés Pérez de Vargas erigió el primer templo católico de la zona con ayuda de los vecinos. Antes de la existencia de la iglesia allí había un Oratorio o Capilla privada, en la casa que allí hizo edificar el Conde de Tovar, denominara Casa del Alto. En torno a esa Iglesia surgió el pueblo, como costumbre de la época. 
Perteneció hasta 1999 en el extinto Distrito de Bejuma. Su nombre es indígena: significa Aldea de Agua Dulce o Potable. En 1980 en la zona se construyó una represa llamada «Represa de Canoabo» de agua dulce que surte a Morón y algunas zonas de Puerto Cabello.

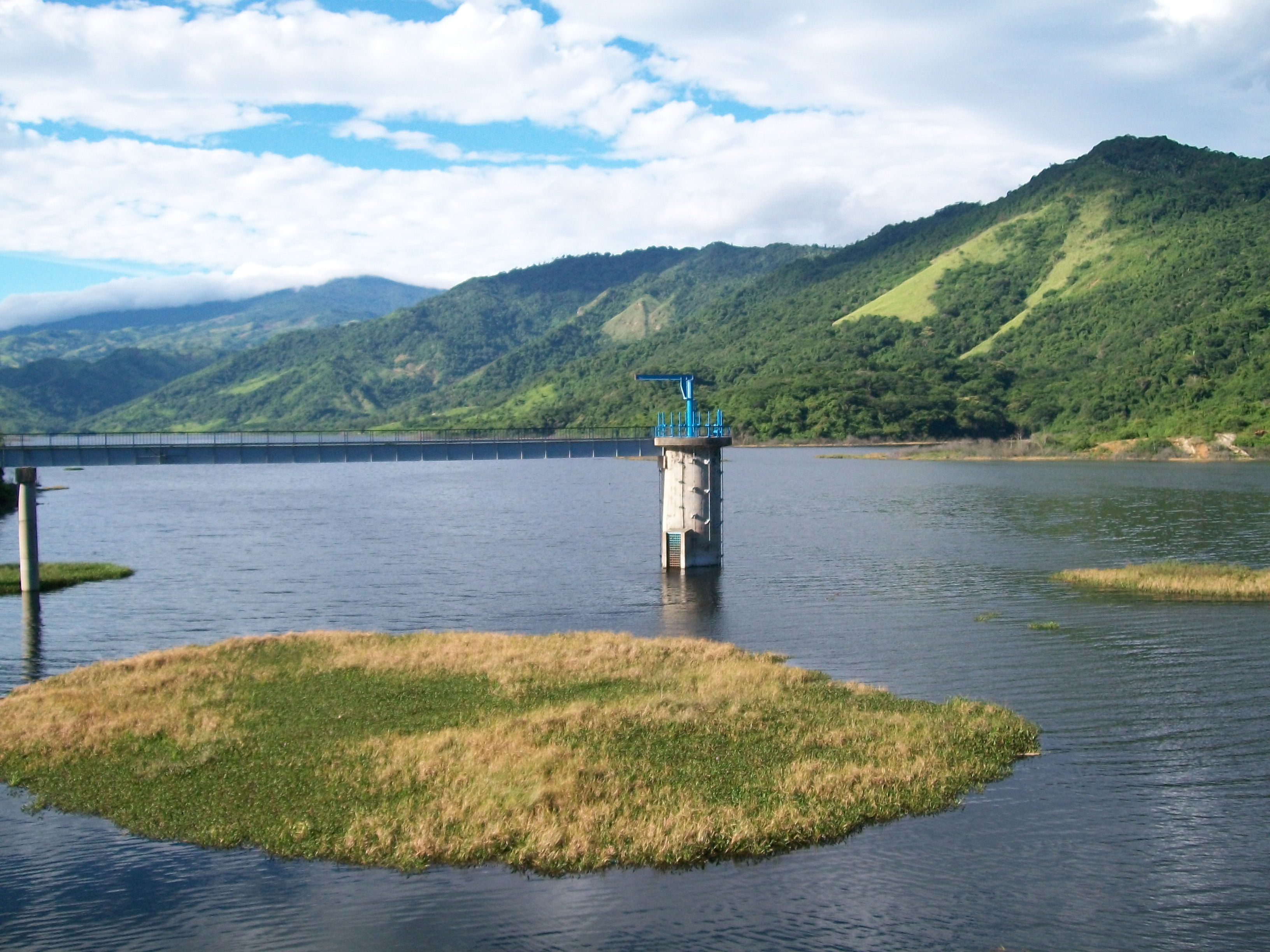
Represa de Canoabo.

## Caseríos
El pueblo de Canoabo cuenta en sus alrededores con distintos caseríos, como lo son:
- Asentamiento Campesino Mirandita.
- Caserío de Canoabito.
- Caserío El Guarapo
- Caserío Las Garcitas.
- Caserío de La Sabana.
- Caserío Los Naranjo.
- Caserío Las Rosas.
- Caserío Los Rastrojos
- Caserío Palmichal.
- Centro de Canoabo (Sectores Felix Adams, San José, Boquerón).
- Caserío Santa Ana
- Las Cumbres de Canoabo.
- Sector Agua Clara.
- Sector El Poblado.
- Sector La Belén.

## Economía de Parroquia Canoabo
La economía de la zona se basa en la explotación de recursos agrícolas, destacándose el cultivo de cereales, cítricos y tubérculos, así como en el aprovechamiento de los recursos hídricos. 
Además, el Embalse de Canoabo —ubicado en la parroquia Canoabo, municipio Bejuma del estado Carabobo— y el río Canoabo, su principal afluente, cuentan con posadas y parques que, en los últimos años, han recibido un creciente número de turistas, gracias al buen estado de conservación de su entorno ecológico.

## Acceso

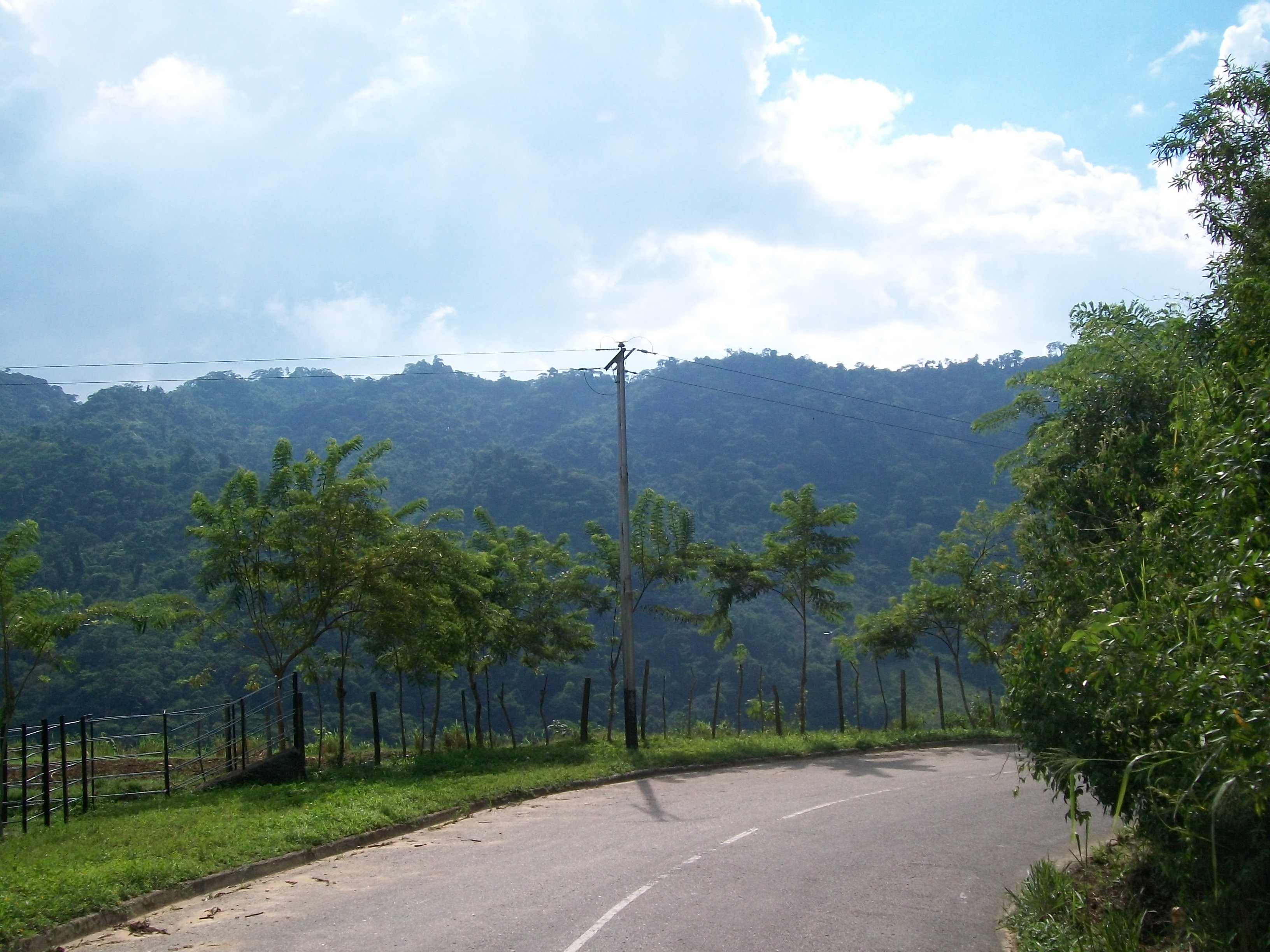
Carretera hacia Canoabo.

Desde Morón de Valencia (sentido suroeste) debe mantener la derecha para permanecer en la Carretera Panamericana. Luego al encontrarse la primera calle debe girar a la izquierda sentido hacia la Universidad Nacional Experimental Simón Rodríguez (núcleo Canoabo). Luego de pasar la universidad gire a la izquierda y posterior a esto encontrará el pueblo.
En este lugar encontrará el río Capa, conocido como La Toma, balneario ubicado en el sector Los Naranjos, el más visitado del Occidente de Carabobo.